# Filip Oršula
Filip Oršula (sinh 25 tháng 2 năm 1993) là một cầu thủ bóng đá Slovakia hiện tại thi đấu cho ŠK Slovan Bratislava ở Fortuna Liga.

## Sự nghiệp câu lạc bộ
Đợt giao hữu trước mùa giải với Wigan Athletic khởi đầu thuận lợi cho Oršula, khi anh ghi bàn ra mắt, trước Stockport County. Anh ra mắt đội một ngày 25 tháng 9 năm 2012, ở trận đấu League Cup với West Ham United.
Anh được thử việc ở NEC Nijmegen vào tháng 7 năm 2013 và thi đấu trận giao hữu với Quick 1888 (0–5).
Ngày 24 tháng 7 năm 2013, anh gia nhập MSV Duisburg với bản hợp đồng 2 năm.

## Sự nghiệp quốc tế
Oršula được triệu tập lần đầu tiên vào đội tuyển quốc gia thi đấu hai trận giao hữu không chính thức tổ chức ở Abu Dhabi, UAE, vào tháng 1 năm 2017, trước Uganda và Thụy Điển. Anh ra mắt trước Uganda, được thi đấu từ đầu đến phút thứ 85, bị thay cho Pavol Šafranko. Slovakia thất bại với tỉ số 1–3. Anh cũng thi đấu 30 phút cuối trong trận đấu trước Thụy Điển, và Slovakia thua 0–6, khi anh thay cho Dávid Guba.